# Myotis horsfieldii
Myotis horsfieldii is een vleermuis uit het geslacht Myotis die voorkomt van India en Zuidoost-China tot de Filipijnen, Celebes en Bali. De soort komt ook voor op de Andamanen. Deze soort is nauw verwant aan andere Aziatische soorten als Myotis hasseltii en Myotis macrotarsus. Er worden verschillende ondersoorten erkend: M. h. deignani Shamel, 1942 (Thailand), M. h. dryas K. Andersen, 1907 (Andamanen), M. h. horsfieldii (Temminck, 1840) (Maleisisch schiereiland, Borneo, Java, Sumatra en Celebes), M. h. jeannei Taylor, 1934 (Filipijnen) en M. h. peshwa Thomas, 1915 (India). De Filipijnse ondersoort, M. h. jeannei, is gevonden op Bohol, Catanduanes, Luzon, Mindanao, Negros en Palawan. De ondersoort is gevonden in regenwoud en in landbouwgebieden tot op 800 m hoogte, soms ook in grotten. Bij deze soort loopt het vleugelmembraan door tot het midden van de voet, anders dan bij sommige andere Aziatische soorten, waar dit membraan ophoudt bij het eind van het scheenbeen of bij de enkel. De voorarmlengte bedraagt 35,4 tot 36,3 mm voor M. h. deignani, 36,4 tot 38,7 mm voor M. h. horsfieldii uit het Maleisisch schiereiland, 35,2 tot 40,0 mm voor M. h. horsfieldii uit Java, 36,3 tot 38,2 mm voor M. h. horsfieldii uit Borneo, 37,1 tot 38,2 mm voor M. h. horsfieldii uit Celebes, 36,3 tot 40,1 mm voor M. h. peshwa en 35,3 tot 37,4 mm voor M. h. dryas.